# Leonhard Nienartowicz
Leonhard Nienartowicz (* 9. September 1924 in Hilden; † 20. Dezember 1995 ebenda) war ein deutscher Bildhauer, Glasmaler und Maler.

## Leben

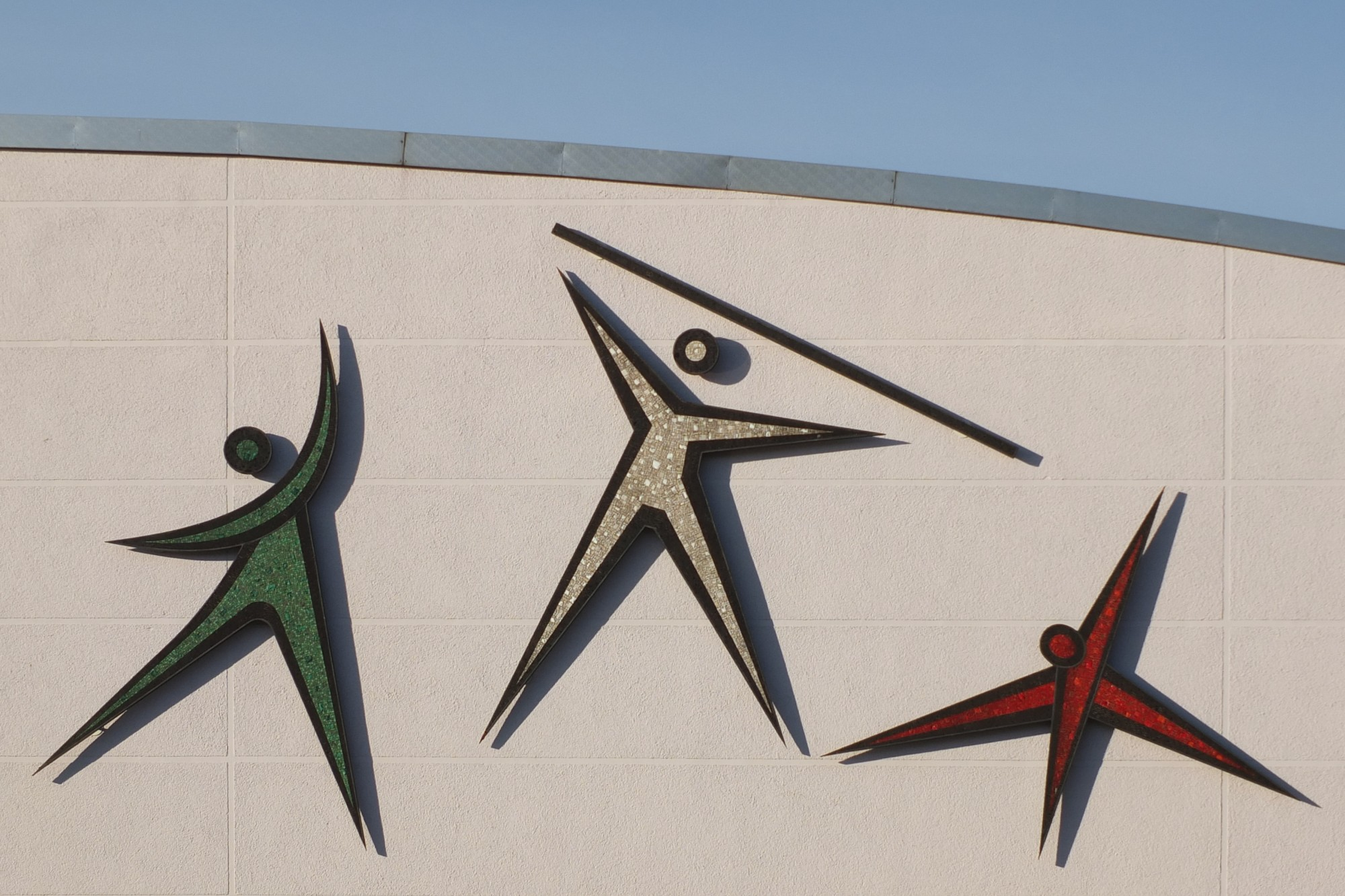
Sportler-Mosaik in Hilden, Grünstraße (1952)

Nach dem Abitur (1943) am Helmholtz-Gymnasium Hilden und daran anschließendem Militärdienst und Kriegsgefangenschaft studierte Nienartowicz an der Kunstakademie Düsseldorf. Danach spezialisierte er sich auf sakrale Objekte und Kunst am Bau. Mit unterschiedlichen Materialien wie Glas, Stahl und Schiefer gestaltete er hauptsächlich Fassaden und Fenster kirchlicher, öffentlicher und privater Bauwerke, meist im rheinisch-bergischen Raum. Durch Ninartowicz’s Lebensmittelpunkt Hilden war er in der frühen Nachkriegszeit auch von den durch die durch den Mäzen Gert P. Spindler dort angesiedelten Künstler des Baukreises geprägt. Mehrere Kunstwerke entstanden gemeinsam mit dem Baukreis-Künstler Hans Peter Feddersen. Beide schulten Kunstinteressierte später auch an der Volkshochschule Hilden. Ninartowicz schulte andere Künstler auch im eigenen Atelier und veranstaltete Studienreisen nach Westkapelle (Seeland), Frankreich und Süddeutschland.
Am 10. Februar 1979 war Nienartowicz Mitbegründer des Vereins Haus Hildener Künstler e. V.

## Ausstellungen (Auswahl)
- Neue Darmstädter Sezession (1955)

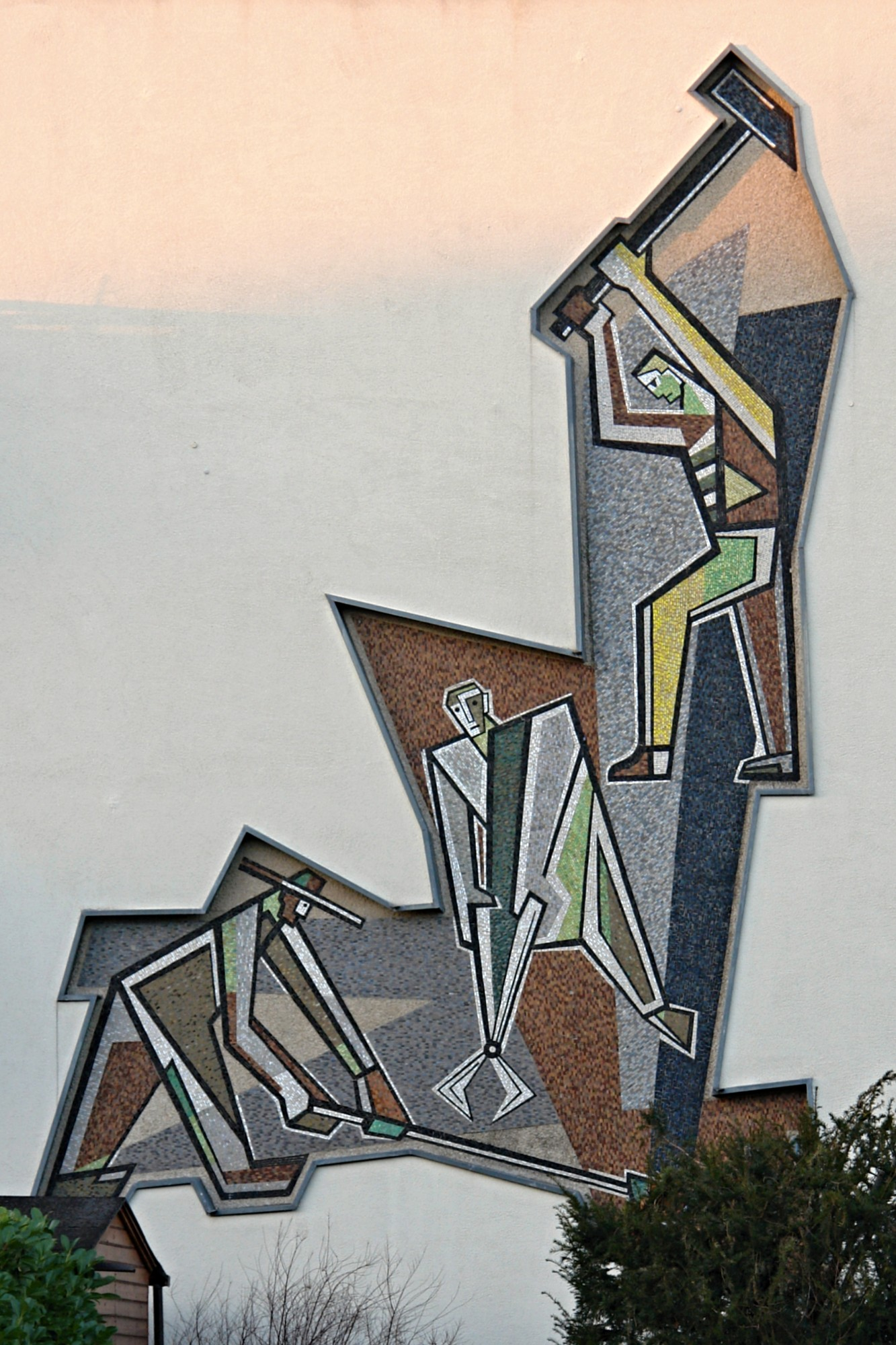
Mosaik „Schwerarbeiter“ in Hilden, Beethovenstraße (1956)

- Jahresschau des Kölnischen Kunstvereins, Villa Hahnenburg, Köln-Buchheim (1955)
- Interbau Berlin (1958)
- Art sacré contemporain, Cathédrale Notre-Dame, Tournai, Belgien (1961)

## Werke im öffentlichen Raum (Auswahl)
- Düsseldorf: Siedlung „Am Steinberg“, Giebelschmuck
- Hilden: Sporthalle des Helmholtz-Gymnasiums, Wandmosaik "Sportlergruppe" (1952), nach zweimaliger Dislozierung nun an der Stadtwerke-Arena, Hilden
- Hilden: Sparkasse, Schieferrelief zusammen mit Hans Peter Feddersen (1969)

## Glasfenster

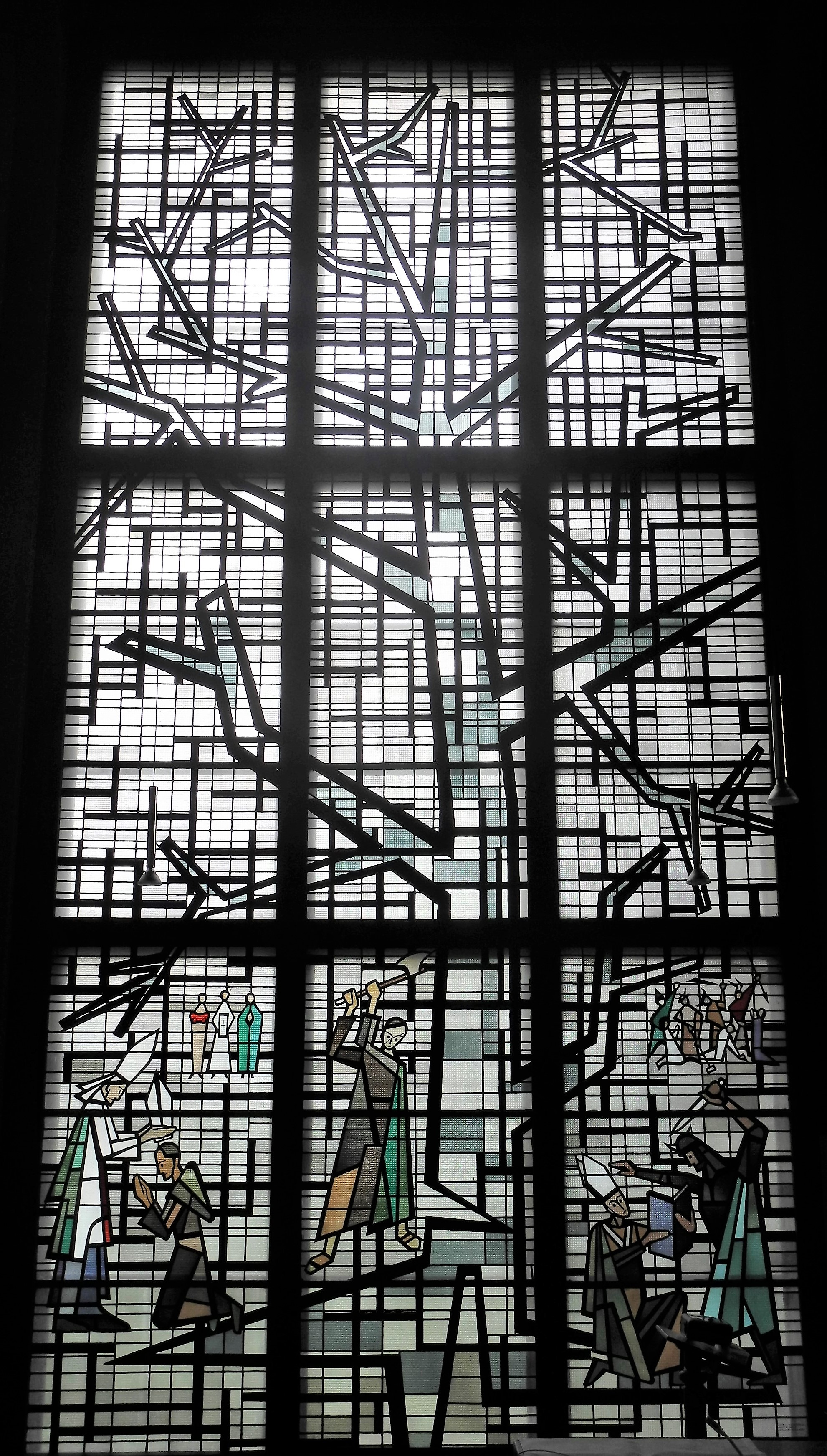
„Leben des heiligen Bonifatius“, Glasfenster in Wuppertal-Varresbeck (1955)

- Erkrath: Kath. Kirche St. Johannes der Täufer, 26 Glasfenster (1955 u. 1963)[2][3]
- Wuppertal-Hahnerberg: Kath. Kirche St. Hedwig, 3 Betonglas-Fensterwände, 5 Lichtbänder im Chorumgang (1959)[4][5]
- Wuppertal-Varresbeck: Kath. Kirche St. Bonifatius, 22 Fenster bzw. Fensterwände (1965)[6][7]
- Wuppertal-Elberfeld-Südstadt: Kath. Kirche St. Suitbertus, 25 Fenster (1965–1966)[8]
- Hilden: Kath. Kirche St. Johannes Evangelist (2020 abgerissen), 3 frei gestaltete Fenster (1968)[9][10]

## Sonstige Kirchenausstattungen
- Hilden: Kath. Kirche St. Jacobus, Tabernakel (Bronze, 1955)
- Wuppertal-Varresbeck: Kath. Kirche St. Bonifatius, Corpus Christi (hängender Stahlrohrkorpus, 1958)
- Hilden: Kath. Kirche St. Johannes Evangelist, Tabernakel (1965)